# Vauxaillon
 Vauxaillon  es una población y comuna francesa, en la región de Picardía, departamento de Aisne, en el distrito de Laon y cantón de Anizy-le-Château.

## Demografía
| 308 | 300 | 288 | 290 | 326 | 378 |
| Para los censos de 1962 a 1999 la población legal corresponde a la población sin duplicidades (Fuente: INSEE [Consultar]) |     |     |     |     |     |